# Ken Anderson (football américain)
Pour les articles homonymes, voir Ken Anderson et Anderson.
(en) Statistiques sur pro-football-reference
Ken Anderson est un joueur américain de football américain, né le 15 février 1949 à Batavia (Illinois), qui évoluait au poste de quarterback. Il a joué 16 saisons dans la National Football League (NFL) avec les Bengals de Cincinnati.

## Biographie

### Carrière professionnelle
Il est sélectionné au 3e tour, en 67e position, par les Bengals de Cincinnati lors de la draft 1971 de la NFL.
Sa meilleure saison en carrière survient en 1981. Ayant lancé pour 3 754 yards et 29 touchdowns à la passe, il est nommé joueur offensif de l'année et meilleur joueur de la NFL. Grâce à un bilan de 12 victoires et 4 défaites, il mène les Bengals jusqu'aux portes du Super Bowl XVI, qui se conclut par une défaite contre les 49ers de San Francisco. 
Anderson a disputé 192 matchs de NFL, cumulant 32 838 yards à la passe, pour 197 touchdowns.

### Carrière d'entraîneur
Après sa retraite sportive, il devient analyste à la radio pour les matchs des Bengals de 1987 à 1993. Il devient par la suite entraîneur en 1993 en rejoignant les Bengals, en occupant le poste d'entraîneur des quarterbacks puis de coordinateur offensif. Il a également été entraîneur des quarterbacks chez les Jaguars de Jacksonville et des Steelers de Pittsburgh, avec lesquels il remporte le Super Bowl XLIII. Il prend sa retraite au terme de la saison 2009.

## Statistiques
| Année              | Équipe                | MJ                 |         | Passes   | Passes | Passes | Passes | Passes | Passes | Passes  |       | Courses | Courses | Courses | Courses |
| Année              | Équipe                | MJ                 | Tentées | Réussies | Pct.   | Yards  | TD     | Int.   | Éval.  | Tentées | Yards | Moy.    | TD      |         |         |
| 1971               | Bengals de Cincinnati | 11                 | 131     | 72       | 55     | 777    | 5      | 4      | 72,6   | 22      | 125   | 5,7     | 1       |         |         |
| 1972               | Bengals de Cincinnati | 13                 | 301     | 171      | 56,8   | 1 918  | 7      | 7      | 74     | 22      | 94    | 4,3     | 3       |         |         |
| 1973               | Bengals de Cincinnati | 14                 | 329     | 179      | 54,4   | 2 428  | 18     | 12     | 81,2   | 26      | 97    | 3,7     | 0       |         |         |
| 1974               | Bengals de Cincinnati | 13                 | 328     | 213      | 64,9   | 2 667  | 18     | 10     | 95,7   | 43      | 314   | 7,3     | 2       |         |         |
| 1975               | Bengals de Cincinnati | 13                 | 377     | 228      | 60,5   | 3 169  | 21     | 11     | 93,9   | 49      | 188   | 3,8     | 2       |         |         |
| 1976               | Bengals de Cincinnati | 14                 | 338     | 179      | 53     | 2 367  | 19     | 14     | 76,9   | 31      | 134   | 4,3     | 1       |         |         |
| 1977               | Bengals de Cincinnati | 14                 | 323     | 166      | 51,4   | 2 145  | 11     | 11     | 69,7   | 26      | 128   | 4,9     | 2       |         |         |
| 1978               | Bengals de Cincinnati | 12                 | 319     | 173      | 54,2   | 2 219  | 10     | 22     | 58     | 29      | 167   | 5,8     | 1       |         |         |
| 1979               | Bengals de Cincinnati | 15                 | 339     | 189      | 55,8   | 2 340  | 16     | 10     | 80,7   | 28      | 235   | 8,4     | 2       |         |         |
| 1980               | Bengals de Cincinnati | 13                 | 275     | 166      | 60,4   | 1 778  | 6      | 13     | 66,9   | 16      | 122   | 7,6     | 0       |         |         |
| 1981               | Bengals de Cincinnati | 16                 | 479     | 300      | 62,6   | 3 754  | 29     | 10     | 98,4   | 46      | 320   | 7       | 1       |         |         |
| 1982               | Bengals de Cincinnati | 9                  | 309     | 218      | 70,6   | 2 495  | 12     | 9      | 95,3   | 25      | 85    | 3,4     | 4       |         |         |
| 1983               | Bengals de Cincinnati | 13                 | 297     | 198      | 66,7   | 2 333  | 12     | 13     | 85,6   | 22      | 147   | 6,7     | 1       |         |         |
| 1984               | Bengals de Cincinnati | 11                 | 275     | 175      | 63,6   | 2 107  | 10     | 12     | 81     | 11      | 64    | 5,8     | 0       |         |         |
| 1985               | Bengals de Cincinnati | 3                  | 32      | 16       | 50     | 170    | 2      | 0      | 86,7   | 1       | 0     | 0       | 0       |         |         |
| 1986               | Bengals de Cincinnati | 8                  | 23      | 11       | 47,8   | 171    | 1      | 2      | 51,2   | -       | -     | -       | -       |         |         |
| Totaux en carrière | Totaux en carrière    | Totaux en carrière | 4 475   | 2 654    | 59,3   | 32 838 | 197    | 160    | 81,9   | 397     | 2 220 | 5,6     | 20      |         |         |

## Palmarès
- Pro Bowl : 1975, 1976, 1981, 1982
- Finaliste du Super Bowl en 1981
- Meilleur joueur de NFL en 1981